# Keystone (Washington, Adams megye)
Keystone az Amerikai Egyesült Államok északnyugati részén, Washington állam Adams megyéjében elhelyezkedő kísértetváros.
A Keystone név Pennsylvania állam becenevéből („The Keystone State”) ered.

## Fordítás
- Ez a szócikk részben vagy egészben  a   Keystone, Adams County, Washington című angol Wikipédia-szócikk ezen változatának fordításán alapul.  Az eredeti cikk szerkesztőit annak laptörténete sorolja fel. Ez a jelzés csupán a megfogalmazás eredetét és a szerzői jogokat jelzi, nem szolgál a cikkben szereplő információk forrásmegjelöléseként.